# Claudio Jopia
Claudio Andrés Jopia Arias (La Serena, 17 novembre 1991) è un calciatore cileno, centrocampista dell Huachipato.

## Carriera
Ha giocato nella prima divisione cilena.